# Сузанита
Сузан Мурад, по-известна като Сузанита, е българска попфолк и хип-хоп певица.

## Биография
Сузанита е дъщеря на българския попфолк певец Орхан Мурад. Родена е на 9 януари 2003 г. Първите ѝ видеоклипове са от 2012 г.
През лятото на 2017 г. излиза песента ѝ „Луцифер и Буда“, с която тя става един от най-коментираните изпълнители в България. По-късно през същата година тя издава дует с Андреа – песента „Строго забранено“.

## Дискография

### Сингли
| Заглавие                   | Година | Албум      |
| -------------------------- | ------ | ---------- |
| Луцифер и Буда (с Каската) | 2017   | Няма албум |
| Без коментар               | 2017   | Няма албум |
| Bye, Bitch                 | 2018   | Няма албум |
| Между гърдите              | 2019   | Няма албум |
| Някаква луда               | 2020   | Няма албум |

#### Колаборации
| Заглавие                        | Година | Албум      |
| ------------------------------- | ------ | ---------- |
| Короната е моя (с Adnan Beats)  | 2016   | Няма албум |
| Строго забранено (с Андреа)     | 2017   | Няма албум |
| Барабана (с Крум)               | 2017   | Няма албум |
| К'во става брат (с Ангел)       | 2018   | Няма албум |
| Открихме сезона (с Орхан Мурад) | 2018   | Няма албум |
| Малката сладка (с Крум)         | 2018   | Няма албум |